# Honda PA 50
De Honda PA 50, ook wel Honda Camino geheten, was een bromfietsmodel van de Japanse fabrikant Honda. De Camino kwam in 1976 op de markt en werd tot begin jaren 90 geproduceerd. Motorisch werd deze bromfiets uitgevoerd met een eencilinder 49 cc tweetaktmotor.

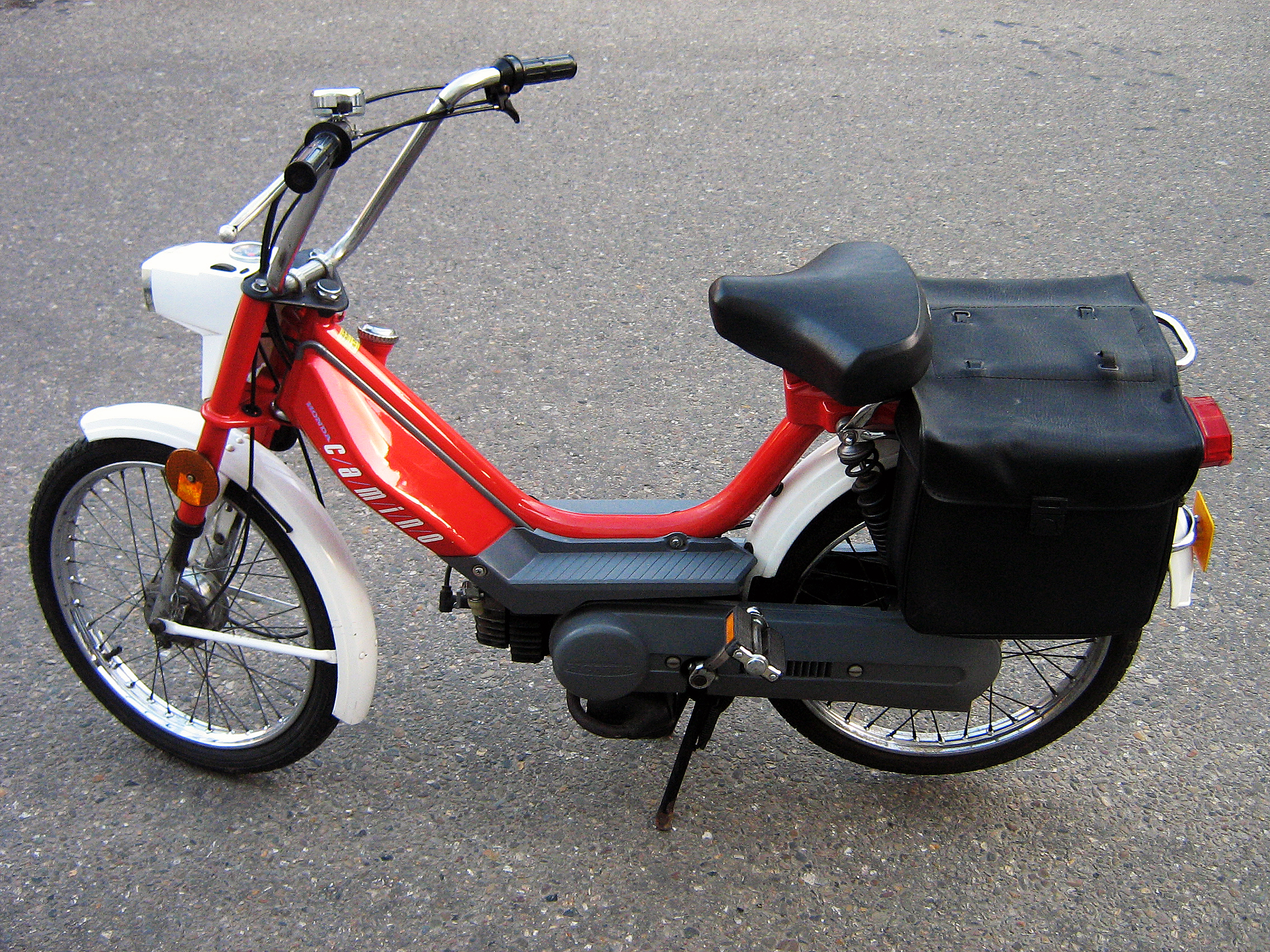
Honda Camino

## Inleiding
De Camino was een geliefd vervoermiddel, mede dankzij zijn wendbaarheid, comfort en de simpelheid om eraan te werken. Er zijn echter maar enkele exemplaren meer van de originele Camino in goede oorspronkelijke staat, omdat vele mensen hem aanpasten of verwaarloosden. De Camino is er in tal van uitvoeringen geweest, waarvan het grootste deel samengevat staat in de onderstaande lijst.
Deze 2-taktbrommertjes werden enkel in Aalst (België) voor Honda Japan geproduceerd (assemblage) met onderdelen van diverse leveranciers uit verschillende landen.

## 1976

### De PA50 (L/LC/VL/VLC)
Uitgebracht in België, Duitsland en het Verenigd Koninkrijk
- Optische gegevens

| Zadel                   | Zwart lang zadel                             |  | Koplamp | Customlicht |
| Vering                  | overdekt Crèmekleur                          |  |         |             |
| Voetkappen              | Crèmekleur                                   |  |         |             |
| Zijkappen               | Lichtgrijs                                   |  |         |             |
| Tank                    | Crèmekleur                                   |  |         |             |
| Frame + vork + stoeltje | 4 Basiskleuren                               |  |         |             |
| Driehoek vork           | Crèmekleur                                   |  |         |             |
| Wielen                  | Spaken                                       |  |         |             |
| Spatborden              | 4 basiskleuren of chroom bij LC en VLC model |  |         |             |

Verder waren er 4 types:
Type L : Basismodel
Type LC : Basismodel met Chroom spatborden en richtingaanwijzers
Type VL : Basismodel + Variomatic
Type VLC: Basismodel met Chroom spatborden en richtingaanwijzers + Variomatic

### Camino STD
Uitgave voor Frankrijk.
- Optische gegevens

| Onderdeel               | Eigenschap                |
| ----------------------- | ------------------------- |
| Zadel                   | Zwart paddenstoel         |
| Koplamp                 | Plat Bloklicht Crèmekleur |
| Kapje Bloklicht         | Crèmekleur                |
| Vering                  | overdekt CrèmeKleur       |
| Voetkappen              | Crèmekleur                |
| Zijkappen               | Crèmekleur                |
| Tank                    | Crèmekleur                |
| Frame + vork + stoeltje | blauw                     |
| Driehoek vork           | Crèmekleur                |
| Wielen                  | Spaken                    |
| Spatborden              | blauw                     |

## 1978

### Camino Young S
Uitgave voor België, Frankrijk en Verenigd Koninkrijk.
- Optische gegevens

| Onderdeel       | Eigenschap                           |
| --------------- | ------------------------------------ |
| Zadel           | Zwarte buddyseat                     |
| Koplamp         | Plat Bloklicht                       |
| Kapje Bloklicht | rood of blauw of geel                |
| Vering          | overdekt met gedeeltelijk basiskleur |
| Voetkappen      | basiskleur                           |
| Zijkappen       | Zwart                                |
| Tank            | basiskleur                           |
| Frame + vork    | basiskleur                           |
| Driehoek vork   | zwart                                |
| Wielen          | Spaken                               |
| Spatborden      | basiskleur                           |

Verkrijgbare Basis Kleuren Rood geel of blauw
Deze modellen hebben allen Variomatic
DE PA50 I en II series werden een paar jaar na elkaar geüpdatet.

### PA50 I
Voor de VS
- Optische gegevens

| Onderdeel       | Eigenschap                |
| --------------- | ------------------------- |
| Zadel           | Zwart paddenstoel         |
| Koplamp         | Amerikaans Bloklicht Rood |
| Kapje bloklicht | Cremekleur                |
| Vering          | overdekt Cremekleur       |
| Voetkappen      | Cremekleur                |
| Zijkappen       | Lichtgrijs                |
| Tank            | Creme                     |
| Frame + vork    | Rood                      |
| Driehoek vork   | Creme                     |
| Wielen          | Spaken                    |
| Spatborden      | Rood                      |

alleen in Vario uitvoering verkrijgbaar

### PA50 II
Voor de VS
- Optische gegevens

| Onderdeel       | Eigenschap                |
| --------------- | ------------------------- |
| Zadel           | Zwarte buddyseat          |
| Koplamp         | Amerikaans Bloklicht Geel |
| Kapje bloklicht | Cremekleur                |
| Vering          | overdekt Cremekleur       |
| Voetkappen      | Cremekleur                |
| Zijkappen       | Lichtgrijs                |
| Tank            | Cremekleur                |
| Frame + vork    | Geel                      |
| Driehoek vork   | Cremekleur                |
| Wielen          | Spaken                    |
| Spatborden      | Geel                      |

alleen in Vario uitvoering verkrijgbaar

## 1979

### PA50II
Voor de VS
- Optische gegevens

| Onderdeel       | Eigenschap                        |
| --------------- | --------------------------------- |
| Zadel           | Zwarte buddyseat                  |
| Koplamp         | Amerikaans Bloklicht Rood of Geel |
| Kapje bloklicht | Rood of Geel                      |
| Vering          | overdekt Rood of Geel / Zwart     |
| Voetkappen      | Rood of Geel                      |
| Zijkappen       | Zwart                             |
| Tank            | Rood                              |
| Frame + vork    | Rood of Geel                      |
| Driehoek vork   | Zwart                             |
| Wielen          | Spaak                             |
| Spatborden      | Rood of Geel                      |

alleen in Vario uitvoering verkrijgbaar

## 1981

### PA50 VL Camino Standaard
Voor Nederland en België
- Optische gegevens

| Onderdeel               | Eigenschap        |
| ----------------------- | ----------------- |
| Zadel                   | Zwart paddenstoel |
| Koplamp                 | Neuslicht Zwart   |
| Vering                  | Chroom            |
| Voetkappen              | Zwart             |
| Zijkappen               | Zwart             |
| Tank                    | 3 Basiskleuren    |
| Frame + vork + stoeltje | 3 basiskleuren    |
| Driehoek vork           | Zwart             |
| Wielen                  | Spaken            |
| Spatborden              | 3 Basiskleuren    |

De drie basiskleuren zijn grijs, rood en blauw

### PA50 Camino Special Deluxe
Voor Nederland en België
- Optische gegevens

| Onderdeel               | Eigenschap            |
| ----------------------- | --------------------- |
| Zadel                   | Zwart paddenstoel     |
| Koplamp                 | Rond Bloklicht Zwart  |
| Kapje bloklicht         | Zwart                 |
| Vering                  | Chroom / Zwart        |
| Voetkappen              | Zwart                 |
| Zijkappen               | Zwart                 |
| Tank                    | 3 Basiskleuren        |
| Frame + vork + stoeltje | 3 basiskleuren        |
| Driehoek vork           | Zwart                 |
| Wielen                  | Gietwiel Grimeca Geel |
| Spatborden              | Basiskleuren          |

De basiskleuren zijn blauw, zwart of wit
Standaard met Variomatic uitvoering
Standaard met Richtingaanwijzers

### PA50DX VLS
Voor Duitsland, VK en Nederland
Duitse benaming : Disco Camino
Britse benaming : Camino Sports
- Optische gegevens

| Onderdeel       | Eigenschap                                 |
| --------------- | ------------------------------------------ |
| Zadel           | Zwart buddyseat                            |
| Koplamp         | Rond Bloklicht Zwart                       |
| Kapje bloklicht | Wit of Zwart                               |
| Vering          | Chroom / Zwart                             |
| Voetkappen      | Wit of Zwart                               |
| Zijkappen       | Wit of Zwart                               |
| Tank            | Wit of Zwart                               |
| Frame + vork    | Wit of Zwart                               |
| Driehoek vork   | Wit of Zwart                               |
| Wielen          | Amerikaanse sterwielen koperkleurig spaken |
| Spatborden      | Wit of Zwart                               |

In wit of Zwarte uitvoering verkrijgbaar
Standaard met Variomatic Uitvoering

## 1982

### PA50DX VLM Camino Deluxe
Voor Nederland, België en het VK
- Optische gegevens

| Onderdeel               | Eigenschap           |
| ----------------------- | -------------------- |
| Zadel                   | Zwart paddenstoel    |
| Koplamp                 | Rond Bloklicht Zwart |
| Kapje bloklicht         | Zwart                |
| Vering                  | Chroom               |
| Voetkappen              | Zwart                |
| Zijkappen               | Zwart                |
| Tank                    | 3 Basiskleuren       |
| Frame + vork + stoeltje | 3 basiskleuren       |
| Driehoek vork           | Zwart                |
| Wielen                  | Spaken               |
| Spatborden              | 3 Basiskleuren       |

In Blauw, Zilver of Beige uitvoering verkrijgbaar
Standaard met Variomatic uitvoering
Standaard met Richtingaanwijzers

## 1982

### PA50 45km/h
Voor de VS
- Optische gegevens

| Onderdeel       | Eigenschap                 |
| --------------- | -------------------------- |
| Zadel           | Zwart buddyseat            |
| Koplamp         | Amerikaans Bloklicht Zwart |
| Kapje bloklicht | Zwart                      |
| Vering          | Chroom / Zwart             |
| Voetkappen      | Zwart                      |
| Zijkappen       | Zwart                      |
| Tank            | 3 Basiskleuren             |
| Frame + vork    | 3 Basiskleuren             |
| Driehoek vork   | Zwart                      |
| Wielen          | Spaken                     |
| Spatborden      | 3 Basiskleuren             |

alleen in Vario uitvoering verkrijgbaar
standaard met richtingaanwijzers

## 1986

### CU50 Custom
Voor België
- Optische gegevens

| Onderdeel       | Eigenschap                  |
| --------------- | --------------------------- |
| Zadel           | Buddyseat in 3 Basiskleuren |
| Koplamp         | Bloklicht Custom zwart      |
| Kapje bloklicht | zwart                       |
| Vering          | chroom/zwart                |
| Voetkappen      | Grijs                       |
| Zijkappen       | Zwart                       |
| Tank            | 3 basiskleuren              |
| Frame + vork    | Zwart                       |
| Driehoek vork   | Zwart                       |
| Wielen          | Gietwiel Wit Grimeca        |
| Spatborden      | Zwart                       |

Verkrijgbare Basiskleuren Rood, Geel en Grijs
Enkel in Vario uitvoering verkrijgbaar
Enkel met Richting aanwijzers verkrijgbaar

### Camino DX
Voor België
- Optische gegevens

| Onderdeel               | Eigenschap        |
| ----------------------- | ----------------- |
| Zadel                   | Grijs paddenstoel |
| Koplamp                 | Neuslicht Wit     |
| Vering                  | Chroom/Zwart      |
| Voetkappen              | Grijs             |
| Zijkappen               | Grijs             |
| Tank                    | 3 basiskleuren    |
| Frame + vork + stoeltje | 3 Basiskleuren    |
| Driehoek vork           | Zwart             |
| Wielen                  | Spaken            |
| Spatborden              | Wit               |

Verkrijgbare Basis Kleuren Zwart, Rood en Lichtblauw
Zowel in Mono als Vario uitvoering verkrijgbaar

### Camino Funny
Voor België
- Optische gegevens

| Onderdeel               | Eigenschap           |
| ----------------------- | -------------------- |
| Zadel                   | Wit paddenstoel      |
| Koplamp                 | Neuslicht Wit        |
| Vering                  | Chroom/Zwart         |
| Voetkappen              | Wit                  |
| Zijkappen               | Wit                  |
| Tank                    | 4 basiskleuren       |
| Frame + vork + stoeltje | 4 Basiskleuren       |
| Driehoek vork           | Zwart                |
| Wielen                  | Gietwiel Wit Grimeca |
| Spatborden              | Wit                  |

Verkrijgbare basiskleuren: paars, mintgroen, rood en zwart
Zowel in mono- als vario-uitvoering verkrijgbaar
Zowel met als zonder richtingaanwijzers verkrijgbaar

## 1989

### PA50 Custom Chopper Model
Voor Nederland
- Optische gegevens

| Onderdeel       | Eigenschap                                   |
| --------------- | -------------------------------------------- |
| Zadel           | Zwart buddyseat met ulo Box battery          |
| Koplamp         | Rond bloklicht zwart                         |
| Kapje bloklicht | Chroom                                       |
| Vering          | Chroom                                       |
| Voetkappen      | Zwart                                        |
| Zijkappen       | Zwart                                        |
| Tank            | Chroom                                       |
| Frame + vork    | Zwart of Rood                                |
| Driehoek vork   | Chroom                                       |
| Wielen          | Amerikaanse sterwielen, koperkleurige spaken |
| Spatborden      | Chroom                                       |

Standaard met speciaal hoog chopperstuur en vork
Standaard met Variomatic uitvoering
Met of zonder richtingaanwijzers verkrijgbaar.